# Serres, Hautes-Alpes
Serres je naselje in občina v jugovzhodnem francoskem departmaju Hautes-Alpes regije Provansa-Alpe-Azurna obala. Leta 2006 je naselje imelo 1.309 prebivalcev.

## Geografija
Kraj leži v pokrajini Daufineji ob reki Buëch, 40 km jugozahodno od središča departmaja Gapa.

## Administracija
Serres je sedež istoimenskega kantona, v katerega so poleg njegove vključene še občine La Bâtie-Montsaléon, Le Bersac, L'Épine, Méreuil, Montclus, Montmorin, Montrond, La Piarre, Saint-Genis, Savournon in Sigottier z 2.271 prebivalci.
Kanton je sestavni del okrožja Gap.